# Concesso Barca

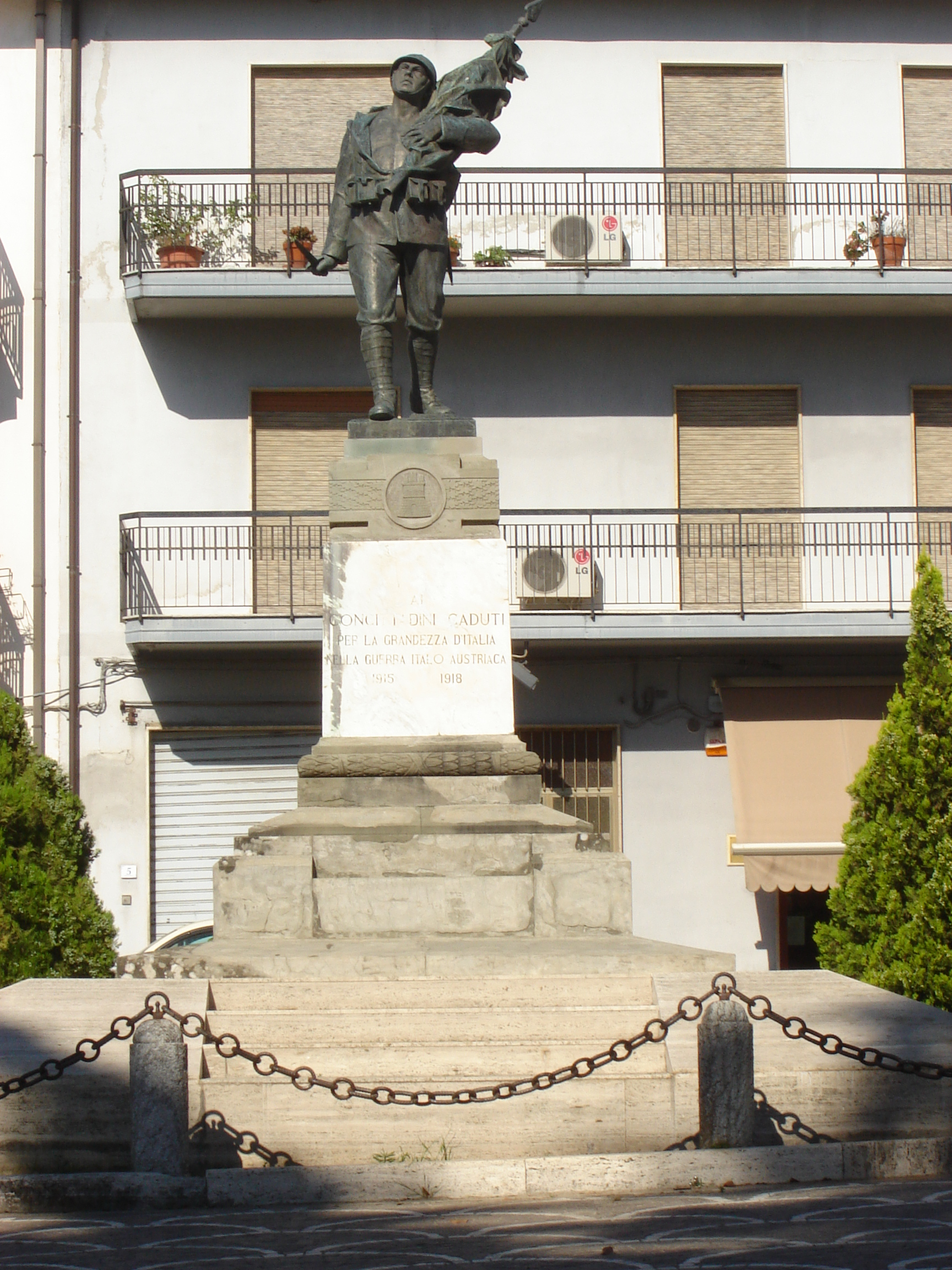
Oppido Mamertina, Piazza Concesso Barca, Monumento ai caduti

Concesso Albano Barca (Oppido Mamertina, 1877 – Bagno a Ripoli, 1968) è stato uno scultore italiano.

## Biografia
Nacque a Oppido Mamertina nel 1877, iniziò ad apprendere l'arte della scultura da Salvatore Albano, zio e primo maestro del Barca. Si trasferì a Firenze nel 1895 dove frequentò diverse botteghe artistiche, entrando, dopo qualche anno, in quella di Antonio Garella dove rimase influenzato dalla tecnica  del maestro adattandola però al suo stile personale. In seguito si mise in proprio restando nel circondario fiorentino.

## Opere
Numerosa è la sua produzione artistica e le sue opere sono sparse in molte piazze, musei, ville, chiese e palazzi vescovili italiani.
Re Umberto I, Villa comunale di Reggio Calabria, opera inaugurata e scoperta da Vittorio Emanuele III il 10 ottobre del 1907 e Bagno a Ripoli, Piazza.
Monumento ai caduti, Oppido Mamertina, Bagno a Ripoli, San Marcello Pistoiese, Incisa Val d'Arno, Cosoleto, Portico di Romagna, Ravezzano, Giffone, Santa Cristina d'Aspromonte.
Monumenti a personaggi illustri: Dante Alighieri, 1921, San Gimignano; Francesco Ferrucci, 1933, Municipio di San Marcello Pistoiese, Pio XI, 1933, Seminario Arcivescovile di Reggio Calabria; Rocco De Zerbi, 1934, Piazza Umberto I, Oppido Mamertina e Villa comunale di Reggio Calabria; Giuseppe Verdi, Conservatorio di Lucca; Giuseppe Mazzini, Palazzo della Provincia di Reggio Calabria; San Giorgio, 1933, Firenze.
Brutium, Ministero degli Interni, Roma.
Altare maggiore a marmi policromi (1929) della cattedrale di Reggio Calabria, dove si possono ammirare anche due grandi amboni, due acquasantiere e le sculture di San Giorgio e San Paolo.
Partecipò negli anni venti alla realizzazione di monumenti e lapidi ai caduti, per lo più in bronzo. In Toscana restano quelle di Gavinana, San Donato in Collina, Bagno a Ripoli. Sue opere si trovano inoltre nei cimiteri fiorentini di Trespiano e delle Porte Sante.